# 盧姆比鬚雅羅魚
盧姆比鬚雅羅魚（学名：Semotilus lumbee）为輻鰭魚綱鯉形目雅羅魚科的其中一種，分布于北美洲美國北卡羅萊那州中南部與南卡羅萊那州東北部淡水流域，本魚嘴大，嘴角有一個小瓣狀觸鬚，有9個背鰭鰭條，背鰭基部有淺黑點，側線鱗片46枚，繁殖中的雄魚呈粉紅色，鰭呈橘色，體長可達24公分，棲息在水質清澈且冰冷的礫石底質小型河川，繁殖期通常發生在四月至五月之間，最佳時間是溫度在50度以上 (°F) 左右時，雄魚的頭上會長出繁殖結節，雌魚通常用尾柄固定在雄魚下方，雄魚在繁殖過程中主要保護巢穴。